# 卡雷尔·克内斯尔
卡雷尔·克内斯尔（捷克語：Karel Knesl，1942年4月8日—2020年9月3日），捷克男子足球运动员，场上位置是中场。他曾代表捷克斯洛伐克国奥队参加1964年夏季奥林匹克运动会足球比赛，获得一枚银牌。